# Ivan Toney
Ivan Benjamin Elijah Toney (Northampton, 1996. március 16. –) angol válogatott labdarúgó, az el-Áhlí játékosa.
Toney a Northampton Town történetének legfiatalabb játékosa lett, mikor 2012-ben bemutatkozott. 60 mérkőzésen 13 gólt szerzett, mielőtt a Newcastle United leszerződtette 2015-ben. Első szezonjában kétszer is kölcsönbe küldték a Barnsley csapatába, ahol megnyerte a Football League Trophy-t és a harmadosztály rájátszását. A következő két évet a Shrewsbury Town, Scunthorpe United és Wigan Athletic csapataiban szerepelt kölcsönben.
2018-ban csatlakozott a Peterborough United csapatához, ahol a harmadosztály gólkirálya és a szezon játékosa lett 2019–2020-ban. Ezen sikereket látva a másodosztályú Brentford leszerződtette, ahol a 2020–2021-es szezonban rekord sok góllal lett gólkirály, és csapata feljutott a Premier League-be. 2024. augusztus 30-án 40 millió fontért és 2028-ig szerződtette a szaúdi el-Áhlí csapata.
2022. szeptember 15-én meghívott kapott Gareth Southgatetől az angol válogatottba, Olaszország és Németország elleni Nemzetek Ligája mérkőzésre. Az olaszok ellen nem volt nevezve, a németek elleni mérkőzésen már a kispadon kapott helyet.
2023. március 16-án ismét beválogatta Gareth Southgate, ezúttal az olaszok és a ukránok elleni Eb-selejtezőre.

## Statisztikák

### Klubcsapatokban
Frissítve: 2023. március 18.
| Klub                           | Szezon           | Bajnokság        | Bajnokság | Bajnokság | Kupa  | Kupa  | Ligakupa | Ligakupa | Egyéb | Egyéb | Összes | Összes |
| Klub                           | Szezon           | Liga             | Mérk.     | Gólok     | Mérk. | Gólok | Mérk.    | Gólok    | Mérk. | Gólok | Mérk.  | Gólok  |
| ------------------------------ | ---------------- | ---------------- | --------- | --------- | ----- | ----- | -------- | -------- | ----- | ----- | ------ | ------ |
| Northampton Town               | 2012–13          | League Two       | 0         | 0         | 1     | 0     | 0        | 0        | 0     | 0     | 1      | 0      |
| Northampton Town               | 2013–14          | League Two       | 13        | 3         | 0     | 0     | 1        | 0        | 1     | 0     | 15     | 3      |
| Northampton Town               | 2014–15          | League Two       | 40        | 8         | 2     | 1     | 1        | 1        | 1     | 0     | 44     | 10     |
| Northampton Town               | Összesen         | Összesen         | 53        | 11        | 3     | 1     | 2        | 1        | 2     | 0     | 60     | 13     |
| Newcastle United               | 2015–16          | Premier League   | 2         | 0         | 0     | 0     | 2        | 0        | —     | —     | 4      | 0      |
| Newcastle United               | 2016–17          | Championship     | 0         | 0         | —     | —     | —        | —        | —     | —     | 0      | 0      |
| Newcastle United               | Összesen         | Összesen         | 2         | 0         | 0     | 0     | 2        | 0        | —     | —     | 4      | 0      |
| Barnsley (kölcsönben)          | 2015–16          | League One       | 15        | 1         | —     | —     | —        | —        | 6     | 1     | 21     | 2      |
| Shrewsbury Town (kölcsönben)   | 2016–17          | League One       | 19        | 6         | 3     | 0     | 2        | 0        | 2     | 1     | 26     | 7      |
| Scunthorpe United (kölcsönben) | 2016–17          | League One       | 15        | 6         | —     | —     | —        | —        | 2     | 1     | 17     | 7      |
| Wigan Athletic (kölcsönben)    | 2017–18          | League One       | 24        | 4         | 4     | 2     | 0        | 0        | 0     | 0     | 28     | 6      |
| Scunthorpe United (kölcsönben) | 2017–18          | League One       | 16        | 8         | —     | —     | —        | —        | 2     | 0     | 18     | 8      |
| Peterborough United            | 2018–19          | League One       | 44        | 16        | 4     | 4     | 1        | 0        | 6     | 3     | 55     | 23     |
| Peterborough United            | 2019–20          | League One       | 32        | 24        | 4     | 2     | 1        | 0        | 2     | 0     | 39     | 26     |
| Peterborough United            | Összesen         | Összesen         | 76        | 40        | 8     | 6     | 2        | 0        | 8     | 3     | 94     | 49     |
| Brentford                      | 2020–21          | Championship     | 45        | 31        | 0     | 0     | 4        | 0        | 3     | 2     | 52     | 33     |
| Brentford                      | 2021–22          | Premier League   | 33        | 12        | 2     | 1     | 2        | 1        | —     | —     | 37     | 14     |
| Brentford                      | 2022–23          | Premier League   | 25        | 16        | 0     | 0     | 2        | 1        | —     | —     | 27     | 17     |
| Brentford                      | Összesen         | Összesen         | 103       | 59        | 2     | 1     | 8        | 2        | 3     | 2     | 116    | 64     |
| Karrier összesen               | Karrier összesen | Karrier összesen | 323       | 135       | 20    | 10    | 16       | 3        | 25    | 8     | 384    | 156    |

1. 1 2  Pályára lépések a Football League Trophy-ban
2. ↑  Három pályára lépés a Football League Trophy-ban három pályára lépés a harmadosztályú rájátszásban.
3. 1 2 3  Pályára lépések a Football League Trophy-ban
4. 1 2  Pályára lépések a harmadosztályú rájátszásban
5. ↑  Pályára lépések a másodosztályú rájátszában

### A válogatottban
| Anglia   | Anglia | Anglia |
| Év       | Mérk.  | Gólok  |
| -------- | ------ | ------ |
| 2023     | 1      | 0      |
| Összesen | 0      | 0      |

## Sikerek és díjak
Barnsley
- Football League Trophy: 2015–2016[8]
- Football League One-rájátszás: 2016[9]

Wigan Athletic
- EFL League One: 2017–2018[10]

Brentford
- EFL Championship-rájátszás: 2021[11]

Egyéni
- Brentford rajongók év játékosa: 2020–2021[12]
- EFL Championship-gólkirály: 2020–2021[13]
- EFL Championship – Szezon csapata: 2020–2021[14]
- PFA EFL League One – Szezon csapata: 2019–2020[15]
- PFA EFL Championship – Szezon csapata: 2020–2021[12]
- EFL League One – Szezon játékosa: 2019–2020[16]
- London Football Awards – EFL – Szezon játékosa: 2021[17]
- Premier League – A hónap gólja: 2022. szeptember[18]